# Kenderes
Kenderes  este un oraș în districtul Karcag, județul Jász-Nagykun-Szolnok, Ungaria, având o populație de 4.835 de locuitori (2011). Localitatea este cunoscută pentru faptul că aici s-a născut Miklós Horthy de Baia Mare, cavaler de Szeged și Otranto la 18 iunie 1868, amiral austro-ungar și regent al Ungariei de la 1 martie 1920 până la 15 octombrie 1944.

## Demografie
Componența etnică a orașului Kenderes
     Maghiari (93,78%)
     Romi (5,57%)
     Necunoscut (0,13%)
     Alții (0,52%)
Componența confesională a orașului Kenderes
     Romano-catolici (41,86%)
     Fără religie (20,08%)
     Reformați (13,24%)
     Necunoscută (23,97%)
     Alte religii (1,24%)
Conform recensământului din 2011, orașul Kenderes avea 4.835 de locuitori. Din punct de vedere etnic, majoritatea locuitorilor (93,78%) erau maghiari, cu o minoritate de romi (5,57%). Apartenența etnică nu este cunoscută în cazul a 0,13% din locuitori. Nu există o religie majoritară, locuitorii fiind romano-catolici (41,86%), persoane fără religie (20,08%) și reformați (13,24%). Pentru 23,97% din locuitori nu este cunoscută apartenența confesională.